# ليندا اولوفسون
ليندا اولوفسون (بالسويدية: Linda Olofsson)‏ هي صحفية ومقدمة تلفزيونية سويدية، ولدت في 24 مايو 1973.